# Parvinatator
Parvinatator es un género representado por una única especie de ictiopterigio (P. wapitiensis), que vivió en el Triásico Inferior en lo que hoy es Canadá. Se encontraron sus restos en la Formación Sulphur Mountain, Columbia Británica.